# Pantano de Alarcón
El pantano de Alarcón es un embalse ubicado en el curso alto del río Júcar. La presa está situada a 6 km de la localidad de Alarcón (y en su término municipal), en la provincia de Cuenca, comunidad autónoma de Castilla-La Mancha, España.
La capacidad del embalse es de 1112 hm³ y abarca una superficie de 6840 ha, que recoge una cuenca de 3000 km². Así mismo cuenta con una central de producción de energía eléctrica con una potencia instalada de 281 000 kW.

Trasvase Tajo-Segura

En la cola de este pantano se sitúa el canal de trasvase Tajo-Segura, siendo aquí donde se mezclan sus aguas con las del Júcar.
Se inició su construcción oficialmente en 1942 por iniciativa de los regantes valencianos para regular el curso del río; sin embargo, el proyecto se realizó durante la II República Española, iniciándose en mayo de 1937, no reiniciándose hasta la fecha oficial de 1942.  Fue inaugurado en 1955 y   terminado  en 1970.
Bajo las aguas del pantano de Alarcón existe una villa sumergida, Gascas, cuyos restos (el trazado de las calles y los muros, y un muro de piedra con un arco) se descubren cuando baja el nivel del agua.
Las aguas del embalse bañan, a su máxima capacidad, los términos municipales de (de este a oeste): Alarcón, Olmedilla de Alarcón, Tébar, Cañada Juncosa, Buenache de Alarcón, Honrubia, Torrubia del Castillo, Hontecillas, Valverde del Júcar, Castillo de Garcimuñoz, Villaverde y Pasaconsol, La Almarcha, Belmontejo y Olivares de Júcar. 